# Holmelgonia basalis
Holmelgonia basalis là một loài nhện trong họ Linyphiidae.
Loài này thuộc chi Holmelgonia. Holmelgonia basalis được miêu tả năm 1986 bởi Rudy Jocqué & Scharff.